# ACM Prize in Computing
Der ACM Prize in Computing ist ein Preis für Informatik der Association for Computing Machinery (ACM) für herausragende Leistungen von Wissenschaftlern am Anfang oder in der Mitte ihrer Karriere. Er ist mit 250.000 Dollar dotiert (2016) und war es anfangs mit 150.000 Dollar. Das Preisgeld wurde und wird teilweise von der Stiftung der Firma Infosys Technologies finanziert.
Er hieß von 2007 bis 2015 ACM-Infosys Foundation Award in the Computing Sciences. Er ist eine der beiden höchsten Auszeichnungen, die von der ACM vergeben werden, wobei die andere der Turing Award ist. Im Jahr 2016 wurde bekannt gegeben, dass die Empfänger des ACM Prize in Computing eingeladen werden, am Heidelberg Laureate Forum zusammen mit den Trägern des Turing Award und Nobelpreisträgern teilzunehmen.

## Preisträger
Jeweils mit Laudatio:
- 2007 Daphne Koller für ihre Arbeit die relationale Logik und Wahrscheinlichkeit kombiniert und die Anwendung probabilistischen Denkens auf eine breite Palette von Themen ermöglicht, einschließlich Robotik, Ökonomie und Biologie.
- 2008 Jon Kleinberg für seine Beiträge zur Wissenschaft der Netzwerke und das World Wide Web. Seine Arbeit hat eine tiefe Verbindung von sozialen Einsichten und mathematischen Überlegungen.
- 2009 Eric Brewer für seinen Entwurf und seine Entwicklung hochskalierbarer Internet-Dienste und Innovationen um Informationstechnologie in Entwicklungsländer zu bringen.
- 2010 Frans Kaashoek für seine umwälzenden Beiträge zur Strukturierung, Robustheit, Skalierbarkeit und Sicherheit von Software-Systemen, die effiziente, mobile und stark verteilte Anwendungen ermöglichten und wichtige neue Forschungsrichtungen schufen.
- 2011 Sanjeev Arora für Beiträge zur Komplexitätstheorie, Algorithmen und Optimierung die halfen unser Verständnis des Berechnungs-Konzepts neu zu formen.
- 2012 Jeff Dean, Sanjay Ghemawat für ihre Führungsrolle bei großen verteiltem Systemen wie dem Internet sowohl in Forschung als auch in Ingenieursanwendungen.
- 2013  David Blei für Beiträge zu Theorie und Praxis probabilistischer Modellierung und Bayesschem Maschinenlernen.
- 2014 Dan Boneh für bahnbrechende Beiträge zur Entwicklung von Kryptographie auf Basis von Pairing und deren Anwendung auf Identitätsbasierter Chiffrierung.
- 2015 Stefan Savage für innovative Forschung zur Netzwerksicherheit, Datenschutz und Verlässlichkeit die uns gelehrt hat, Angriffe und Angreifer als Elemente in einem zusammenhängenden technologischen, sozialen und ökonomischen System zu sehen
- 2016 Alexei A. Efros für einen bahnbrechenden Daten-getriebenen Zugang zur Computergraphik und Computersehen.
- 2017 Dina Katabi für kreative Beiträge zu kabellosen Netzwerken.
- 2018 Shwetak Patel für Beiträge zu kreativen und praktischen Sensorsystemen für Nachhaltigkeit und Gesundheit.
- 2019 David Silver für bahnbrechende Fortschritte bei Computer-Spielen.
- 2020 Scott Aaronson für weitreichende theoretische, technische und pädagogische Beiträge.
- 2021 Pieter Abbeel für Beiträge zum Roboterlernen.
- 2022 Yael Tauman Kalai für breakthroughs on verifiable delegation of computation and fundamental contributions to cryptography.
- 2023 Amanda Randles für groundbreaking contributions to computational health through innovative algorithms, tools, and high-performance computing methods for diagnosing and treating a variety of human diseases.
- 2024 Torsten Hoefler für fundamental contributions to high-performance computing and the ongoing AI revolution.